# 长江街道 (石家庄市)
长江街道，是中华人民共和国河北省石家庄市裕华区下辖的一个街道办事处，实际上归石家庄高新技术产业开发区管理。

## 行政区划
长江街道下辖以下地区：
第一社区、留村、赵村、小岗上村和周通村。